# Бисјер Галан
Бисјер Галан (фр. Bussière-Galant) насеље је и општина у централној Француској у региону Лимузен, у департману Горња Вијена која припада префектури Лимож.
По подацима из 2011. године у општини је живело 1.385 становника, а густина насељености је износила 25,71 становника/km². Општина се простире на површини од 53,86 km². Налази се на средњој надморској висини од 419 метара (максималној 551 m, а минималној 338 m).

## Демографија
| 1962. | 1968. | 1975. | 1982. | 1990. | 1999. | 2011. |
| ----- | ----- | ----- | ----- | ----- | ----- | ----- |
| 1.836 | 1.843 | 1.671 | 1.545 | 1.329 | 1.386 | 1.385 |

График промене броја становника у току последњих година